# XVI millennio a.C.
Il XVI millennio a.C. inizia il 1º gennaio dell'anno 16000 a.C. e termina il 31 dicembre dell'anno 15001 a.C. incluso.

## Avvenimenti
- Europa - Parossismo (massimo) dell'ultima glaciazione

## Invenzioni, scoperte, innovazioni
- Europa - Tecnica litica Magdalieniana in Europa Occidentale - (fino a circa 10000 a.C., verrà seguita poi dall'Aziliano) - Caratterizzato dalla lavorazione di lame e nelle fasi intermedie di manufatti di piccole dimensioni ("microliti"). Si diffonde la lavorazione dell'avorio e dell'osso, con raffinata decorazione e vengono realizzate collane con denti di carnivori. A questo periodo appartiene la fioritura dell'arte rupestre (pitture nelle caverne).